# آکانه کوروکی
آکانه کوروکی (به ژاپنی: 黒木 茜) (زادهٔ ۱۳ اوت ۱۹۷۸ میلادی) یک سوارکار زن المپیکی اهل کشور ژاپن در رشتهٔ درساژ است.او در بازی‌های المپیک تابستانی ۲۰۱۶ ریو دو ژانیرو به نمایندگی از کشور ژاپن در این مسابقات شرکت کرد که در بخش انفرادی ردهٔ ۵۰ٱم را به خود اختصاص داد و در بخش تیمی نیز در ردهٔ ۱۱ٱم قرار گرفت.